# Ciwalen (Warungkondang)
Ciwalen is een bestuurslaag in het regentschap Cianjur van de provincie West-Java, Indonesië. Ciwalen telt 9385 inwoners (volkstelling 2010).